# Ambasciatori austriaci nel regno di Sardegna
L'ambasciatore austriaco nel regno di Sardegna era il primo rappresentante diplomatico dell'Austria (del Sacro Romano Impero, dell'Impero austriaco e dell'Impero austro-ungarico) nel regno di Sardegna. 
Il regno di Sardegna venne istituito nel 1720. La sua parte continentale fu annessa alla Francia nel 1798. Venne ripristinato dal Congresso di Vienna. I sovrani austriaci dell'Austria stabilirono relazioni diplomatiche con la Sardegna già dal 1705 e tali rimasero sino alla seconda guerra d'indipendenza che contrappose proprio il regno di Sardegna all'Impero austriaco e portò poi all'unificazione nazionale dell'Italia con la perdita dei domini austriaci nella penisola.

## Sacro Romano Impero
- 1726-1730 Friedrich August von Harrach-Rohrau
- 1730-1733 Viktor von Filippi
- 1741-1742 Ludwig von Schulenburg-Oeynhausen
- 22 febbraio-30 giugno 1742 Ferdinando de Bartholomei
- 1742-1744 Wenzel Anton von Kaunitz-Rietberg
- 1744-1749 Heinrich Hyacinth di Naye e Richecourt
- 1749-1750 Adeodat Joseph Philipp du Beyne de Malechamp
- 1750-1751 Anton Theodor von Colloredo-Wallsee
- 1751-1754 Adeodat Joseph Philipp du Beyne de Malechamp
- 11 febbraio-14 giugno 1754 Georg Barré
- 1754-1762 Florimond Claude von Mercy-Argenteau
- 1762-1775 Johann Sigismund von Khevenhüller-Metsch
- 1775 Philipp von Welsperg-Raitenau
- 1775-1776 Anton Henriquez de Ben
- 1776-1778 Anton Franz Lamberg-Sprintzenstein
- 1778-1780 Anton Henriquez de Ben
- 1780-1784 Karl von Breuner-Enckevoirth
- 1784-1797 Maurizio Gherardini
- 1797-1806 Teodoro de Lellis

## Impero austriaco
- 1814-1815 Adam Albert von Neipperg
- 1815-1820 Ludwig von Starhemberg
- 1820-1823 Franz Binder von Krieglstein
- 1823-1826 Rudolf von Lützow
- 1826-1831 Ludwig Senfft von Pilsach
- 1831-1835 Heinrich Franz von Bombelles
- 1835-1838 Lazar Ferdinand von Brunetti
- 1838-1843 Felix zu Schwarzenberg
- 1843-1844 Friedrich Franz von Thun e Hohenstein
- 1844-1848 Karl Ferdinand von Buol-Schauenstein
  - Interruzione delle relazioni diplomatiche
- 1849-1853 Rudolf Apponyi von Nagy-Appony
- 1853-1857 Ludwig von Paar
  - Interruzione delle relazioni diplomatiche

La diplomazia riprese nel 1867 con il Regno d'Italia